# Wormaldia kyana
Wormaldia kyana är en nattsländeart som först beskrevs av Martin E. Mosely 1939.  Wormaldia kyana ingår i släktet Wormaldia och familjen stengömmenattsländor. Inga underarter finns listade i Catalogue of Life.